# Chiesa di Santa Maria di Monserrato (Napoli)
La chiesa di Santa Maria di Monserrato è una delle chiese monumentali di Napoli situata nel centro storico, nell'omonima via nei pressi del porto.

## Storia
Una prima chiesa venne edificata nel 1506 all'incrocio tra via San Bartolomeo e via di Porto (sostituita oggi da via Depretis). Fu eretta da un frate spagnolo del convento di Monserrat di Barcellona, anche grazie all'aiuto delle elemosine dei cittadini residenti in zona. 

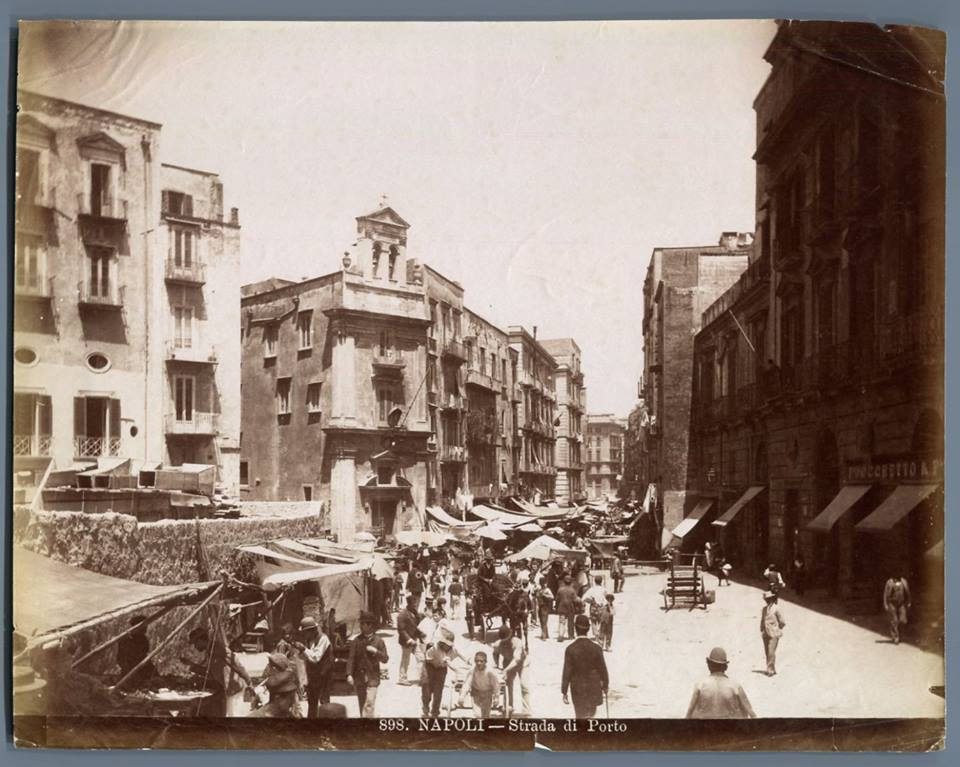
La vecchia chiesa del '500 distrutta dai lavori del Risanamento

Negli ultimi anni del XIX secolo fu distrutta a causa dei lavori per il Risanamento. Nel suo interno erano presenti numerose opere di valore, tra le quali si ricorda l'altare laterale dedicato a San Benedetto con San Nicola e Antonio Abate (del XVII secolo) e la statua della Vergine di Monserrat. L'intera struttura ricordava, in piccolo, il santuario di Barcellona.
L'edificio di culto fu ricostruito da un privato nella zona adiacente al porto, nell'anno 1900. Il tratto della strada (il vico dei Pezzi) presso cui fu ricostruito fu denominato via Monserrato.
Durante la seconda guerra mondiale, la zona costiera della città costituì un obiettivo particolarmente sensibile e il tempio fu sventrato da un bombardamento nel 1941. In memoria dell'avvenimento è stata edificata una edicola sacra ricordante la Vergine di Monserrat. Gli edifici che appartenevano alla chiesa sono stati ricostituiti, mentre la chiesa è stata adibita ad uso officina. Solo nel 2011 la facciata è stata restaurata, mentre oggi è adibita ad uso garage